# Campeonato Mundial de Basquetebol Feminino de 1953
O Campeonato Mundial de Basquetebol Feminino de 1953 foi a 1ª edição do Campeonato Mundial de Basquetebol Feminino. Foi disputado no Chile de 7 a 22 de março de 1953, organizado pela Federação Internacional de Basquetebol (FIBA) e pela Federação Chilena de Basquetebol.

## Sede
| Cidade   | Pavilhão         | Capacidade |
| -------- | ---------------- | ---------- |
| Santiago | Ginásio Nacional | 20.000     |

Equipes participantes
Nessa edição do mundial, realizada próximo à Segunda Guerra Mundial, só puderam participar dois países europeus, a "renascente" França,conservando um importante império colonial, e a "sempre neutra" Suíça, que não participou diretamente do conflito.
O restante das equipes participantes eram americanas.

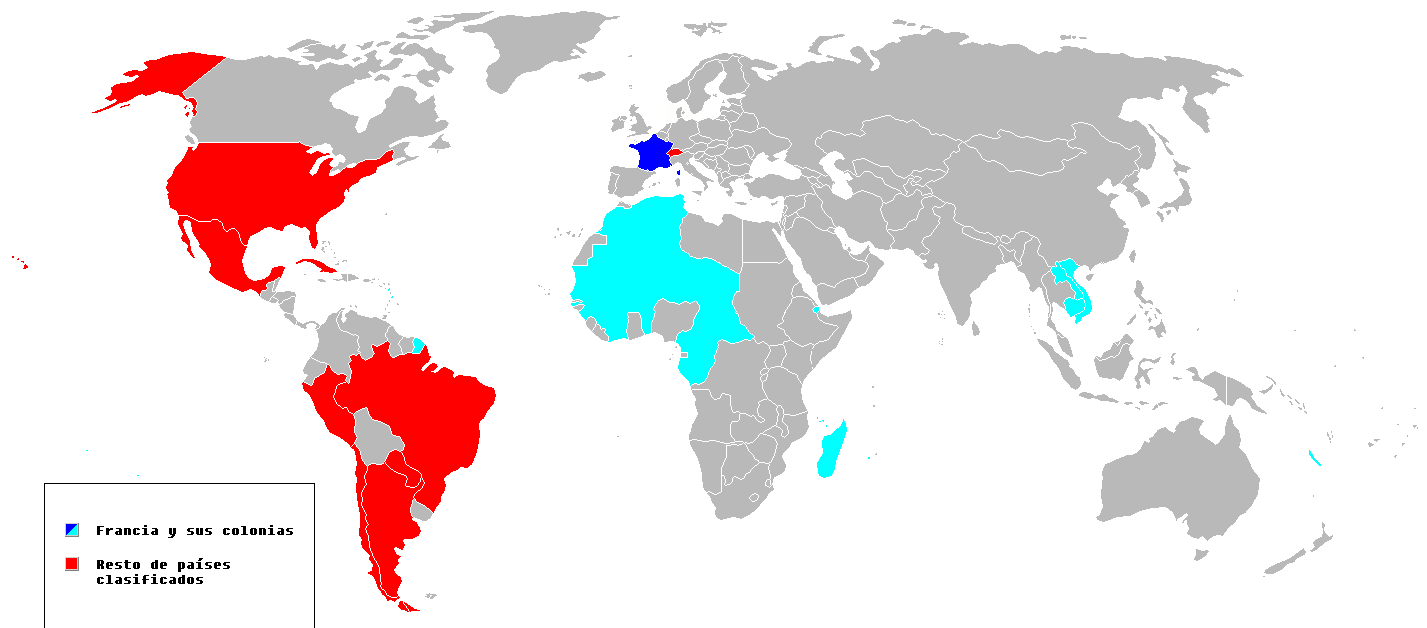
Mapa dos países participantes.

| América        | Europa |
| -------------- | ------ |
| Argentina      | França |
| Brasil         | Suíça  |
| Chile          |        |
| Cuba           |        |
| Estados Unidos |        |
| México         |        |
| Paraguai       |        |
| Peru           |        |

## Fase preliminar
| Sede              | Partida   | Partida | Partida        | Resultado |
| ----------------- | --------- | ------- | -------------- | --------- |
| Santiago          | Peru      | -       | França         | 22 - 62   |
| Santiago          | Cuba      | -       | Brasil         | 31 - 50   |
| Santiago          | Paraguai  | -       | Estados Unidos | 28 - 60   |
| Santiago          | Argentina | -       | México         | 39 - 34   |
| Santiago de Chile | Chile     | -       | Suíça          | 37 - 28   |

Classificados para competir pelas medalhas:  França
,  Brasil
,  Estados Unidos
,  Argentina
,  Chile

## Repescagem
| Sede     | Partida | Partida | Partida  | Resultado |
| -------- | ------- | ------- | -------- | --------- |
| Santiago | México  | -       | Paraguai | 33 - 41   |
| Santiago | Cuba    | -       | Suíça    | 32 - 28   |
| Santiago | Peru    | -       | Cuba     | 29 - 42   |
| Santiago | Peru    | -       | Paraguai | 30 - 42   |
| Santiago | Cuba    | -       | Paraguai | 59 - 69   |

Classificado na repescagem para competir pelas medalhas: Predefinição:Selbk

## Fase de classificação (7º ao 10º)
| Po. | Equipe | Pts | G | P | PF  | PC | Dif |
| --- | ------ | --- | - | - | --- | -- | --- |
| 7   | Peru   | 6   | 3 | 0 | 106 | 73 | 33  |
| 8   | México | 5   | 2 | 1 | 98  | 94 | 4   |
| 9   | Suíça  | 4   | 1 | 2 | 68  | 79 | -11 |
| 10  | Cuba   | 3   | 0 | 3 | 53  | 79 | -26 |

| Sede     | Partida | Partida | Partida | Resultado |
| -------- | ------- | ------- | ------- | --------- |
| Santiago | Suíça   | -       | México  | 25 - 40   |
| Santiago | Peru    | -       | Cuba    | 31 - 20   |
| Santiago | Peru    | -       | Suíça   | 34 - 26   |
| Santiago | Cuba    | -       | México  | 28 - 31   |
| Santiago | Suíça   | -       | Cuba    | 17 - 4    |
| Santiago | México  | -       | Peru    | 27 - 41   |

## Fase final
| Po. | Equipe         | Pts | G | P | PF  | PC  | Dif |
| --- | -------------- | --- | - | - | --- | --- | --- |
| 1   | Estados Unidos | 9   | 4 | 1 | 188 | 155 | 33  |
| 2   | Chile          | 8   | 3 | 2 | 227 | 207 | 20  |
| 3   | França         | 8   | 3 | 2 | 227 | 176 | 51  |
| 4   | Brasil         | 8   | 3 | 2 | 183 | 189 | -6  |
| 5   | Paraguai       | 6   | 1 | 4 | 170 | 237 | -67 |
| 6   | Argentina      | 6   | 1 | 4 | 159 | 189 | -30 |

| Sede     | Partida        | Partida | Partida        | Resultado |
| -------- | -------------- | ------- | -------------- | --------- |
| Santiago | França         | -       | Estados Unidos | 37 - 41   |
| Santiago | Argentina      | -       | Brasil         | 36 - 40   |
| Santiago | Chile          | -       | Argentina      | 38 - 44   |
| Santiago | Brasil         | -       | França         | 37 - 49   |
| Santiago | Chile          | -       | Paraguai       | 67 - 42   |
| Santiago | Argentina      | -       | Estados Unidos | 22 - 34   |
| Santiago | Paraguai       | -       | França         | 27 - 58   |
| Santiago | Estados Unidos | -       | Brasil         | 23 - 29   |
| Santiago | Argentina      | -       | Paraguai       | 31 - 33   |
| Santiago | Chile          | -       | França         | 45 - 35   |
| Santiago | Paraguai       | -       | Estados Unidos | 31 - 41   |
| Santiago | Chile          | -       | Brasil         | 41 - 37   |
| Santiago | Paraguai       | -       | Brasil         | 37 - 40   |
| Santiago | França         | -       | Argentina      | 48 - 26   |
| Santiago | Chile          | -       | Estados Unidos | 36 - 49   |

## Classificação final
| Po. | Equipo         |
| --- | -------------- |
| 1   | Estados Unidos |
| 2   | Chile          |
| 3   | França         |
| 4   | Brasil         |
| 5   | Paraguai       |
| 6   | Argentina      |
| 7   | Peru           |
| 8   | México         |
| 9   | Suíça          |
| 10  | Cuba           |